# Jonathan Del Mar
Jonathan Del Mar (Londra, 7 gennaio 1951) è un musicologo, direttore d'orchestra e filologo musicale inglese.

## Biografia
Jonathan Del Mar è nato a Londra il 7 gennaio del 1951.
Figlio del direttore d'orchestra inglese Norman Del Mar, inizia gli studi musicali presso il Christ Church College dell'Università di Oxford, proseguendoli poi presso il Royal College of Music di Londra e, privatamente, con Franco Ferrara e Kirill Kondrashin.
Nel 1984 comincia a interessarsi ai problemi filologici nelle sinfonie di Beethoven e successivamente collabora col padre alla realizzazione del testo Conducting Beethoven (Oxford, 1992).
Sigla quindi nel 1995 un accordo con la casa editrice Bärenreiter per curarne la nuova edizione urtext delle sinfonie di Beethoven. Il primo volume dedicato alla Sinfonia n.9 vede la luce nel 1996, richiamando l'interesse della stampa internazionale.
L'integrale curato da Del Mar, completato nel 2000 con la pubblicazione della Sinfonia n.7, è stato adottato da direttori d'orchestra quali Claudio Abbado o Sir Simon Rattle nelle rispettive incisioni discografiche con i Berliner Philharmoniker e i Wiener Philharmoniker.

## Curiosità
- Il fratello Robin è violinista nella Royal Philharmonic Orchestra.[7]
- Del Mar è stato il consulente musicale per Eroica: Il giorno che cambiò per sempre la musica, pellicola del 2003 del regista britannico Simon Cellan Jones nota per la partecipazione dell'Orchestre Révolutionnaire et Romantique diretta da Sir John Eliot Gardiner.